# His Debt
His Debt er en amerikansk stumfilm fra 1919 af William Worthington.

## Medvirkende
- Sessue Hayakawa som Goto Mariyama
- Jane Novak som Gloria Manning
- Francis McDonald som Blair Whitcomb
- Fred Montague som J. P. Manning